# Pierino Gavazzi
Pierino Gavazzi (født 4. december 1950 i Provezze di Provaglio) er en tidligere italiensk landevejscykelrytter.
| Cykling | Spire Denne biografi om en italiensk cykelrytter er en spire som bør udbygges. Du er velkommen til at hjælpe Wikipedia ved at udvide den. |